# Chen Yin
Chen Yin (Qinhuangdao, 29 maart 1986) is een Chinese zwemmer. Hij vertegenwoordigde zijn vaderland op de Olympische Zomerspelen 2008 in Peking en op de Olympische Zomerspelen 2012 in Londen.

## Carrière
Bij zijn internationale debuut, op de wereldkampioenschappen kortebaanzwemmen 2006 in Shanghai, eindigde Chen als achtste op de 200 meter vlinderslag. In Doha nam de Chinees deel aan de Aziatische Spelen 2006, op dit toernooi eindigde hij als vierde op de 200 meter vlinderslag. Op de wereldkampioenschappen zwemmen 2007 in Melbourne eindigde Chen als achtste op de 200 meter vlinderslag. Tijdens de Olympische Zomerspelen van 2008 in Peking werd hij uitgeschakeld in de halve finales van de 200 meter vlinderslag.
In Rome nam de Chinees deel aan de wereldkampioenschappen zwemmen 2009, op dit toernooi strandde hij in de halve finales van de 200 meter vlinderslag. Op de Aziatische Spelen 2010 in Guangzhou veroverde Chen de bronzen medaille op de 200 meter vlinderslag. Tijdens de wereldkampioenschappen zwemmen 2011 in Shanghai eindigde de Chinees als vierde op de 200 meter vlinderslag.
In Londen nam Chen deel aan de Olympische Zomerspelen van 2012, op dit toernooi eindigde hij als achtste op de 200 meter vlinderslag. Op de wereldkampioenschappen kortebaanzwemmen 2012 in Istanboel werd de Chinees uitgeschakeld in de series van de 50, 100 en de 200 meter vlinderslag.

## Internationale toernooien
| Jaar | Olympische Spelen    | WK langebaan        | WK kortebaan                                                  | PanPacs       | Aziatische Spelen   |
| ---- | -------------------- | ------------------- | ------------------------------------------------------------- | ------------- | ------------------- |
| 2006 |                      |                     | 8e 200m vlinderslag                                           | geen deelname | 4e 200m vlinderslag |
| 2007 |                      | 8e 200m vlinderslag |                                                               |               |                     |
| 2008 | 11e 200m vlinderslag |                     | geen deelname                                                 |               |                     |
| 2009 |                      | 9e 200m vlinderslag |                                                               |               |                     |
| 2010 |                      |                     | geen deelname                                                 | geen deelname | 200m vlinderslag    |
| 2011 |                      | 4e 200m vlinderslag |                                                               |               |                     |
| 2012 | 8e 200m vlinderslag  |                     | 35e 50m vlinderslag 30e 100m vlinderslag 14e 200m vlinderslag |               |                     |
| 2013 |                      | 4e 200m vlinderslag |                                                               |               |                     |

## Persoonlijke records
Bijgewerkt tot en met 22 augustus 2013
Kortebaan
| Afstand          | Tijd    | Datum            | Plaats    |
| ---------------- | ------- | ---------------- | --------- |
| 100m vlinderslag | 52,36   | 12 december 2012 | Istanboel |
| 200m vlinderslag | 1.52,97 | 17 november 2007 | Berlijn   |

Langebaan
| Afstand          | Tijd    | Datum        | Plaats   |
| ---------------- | ------- | ------------ | -------- |
| 100m vlinderslag | 52,92   | 1 april 2009 | Shaoxing |
| 200m vlinderslag | 1.54,43 | 30 juli 2012 | Londen   |